# Chevalier solitaire
Tringa solitaria
Espèce
Statut de conservation UICN

 LC  : Préoccupation mineure
Le Chevalier solitaire (Tringa solitaria) est une espèce d'oiseaux limicoles appartenant à la famille des Scolopacidae.

## Sous-espèces
D'après la classification de référence (version 14.1, 2024) de l'Union internationale des ornithologues, le Chevalier solitaire possède 2 sous-espèces (ordre philogénique) :
- Tringa solitaria cinnamomea (Brewster, 1890) ;
- Tringa solitaria solitaria A. Wilson 1813.

## Répartition et habitat
Le Chevalier Solitaire se retrouve principalement dans les forêts boréales. On le retrouve également dans les zones marécageuses, les lacs, dans la Pessière à mousse, les étangs, les estuaires ou les bord de mer.   

## Description
Le chevalier solitaire à le dos brun avec des taches blanches. Son ventre est blanc. Il est généralement plus grand que les bécasseaux et plus petits que les barges ou les courlis. Ses yeux noirs et entourés d'un cercle blanc ainsi que ces pattes verdâtres sont des caractéristiques qui le distinct des autres Chevalier. Ses pattes ne sont pas palmées car il ne nagent pas. Lorsqu'il est à la recherche de nourriture, il marche et utilise son bec long et fin pour fouiller dans la vase. Au vole, on observe que le centre de sa queue et son croupion sont brun foncé. Sa longueur est de 19 à 23 cm, son envergure est d'environ 38 à 43 cm et son poids est de plus ou moins 48g.

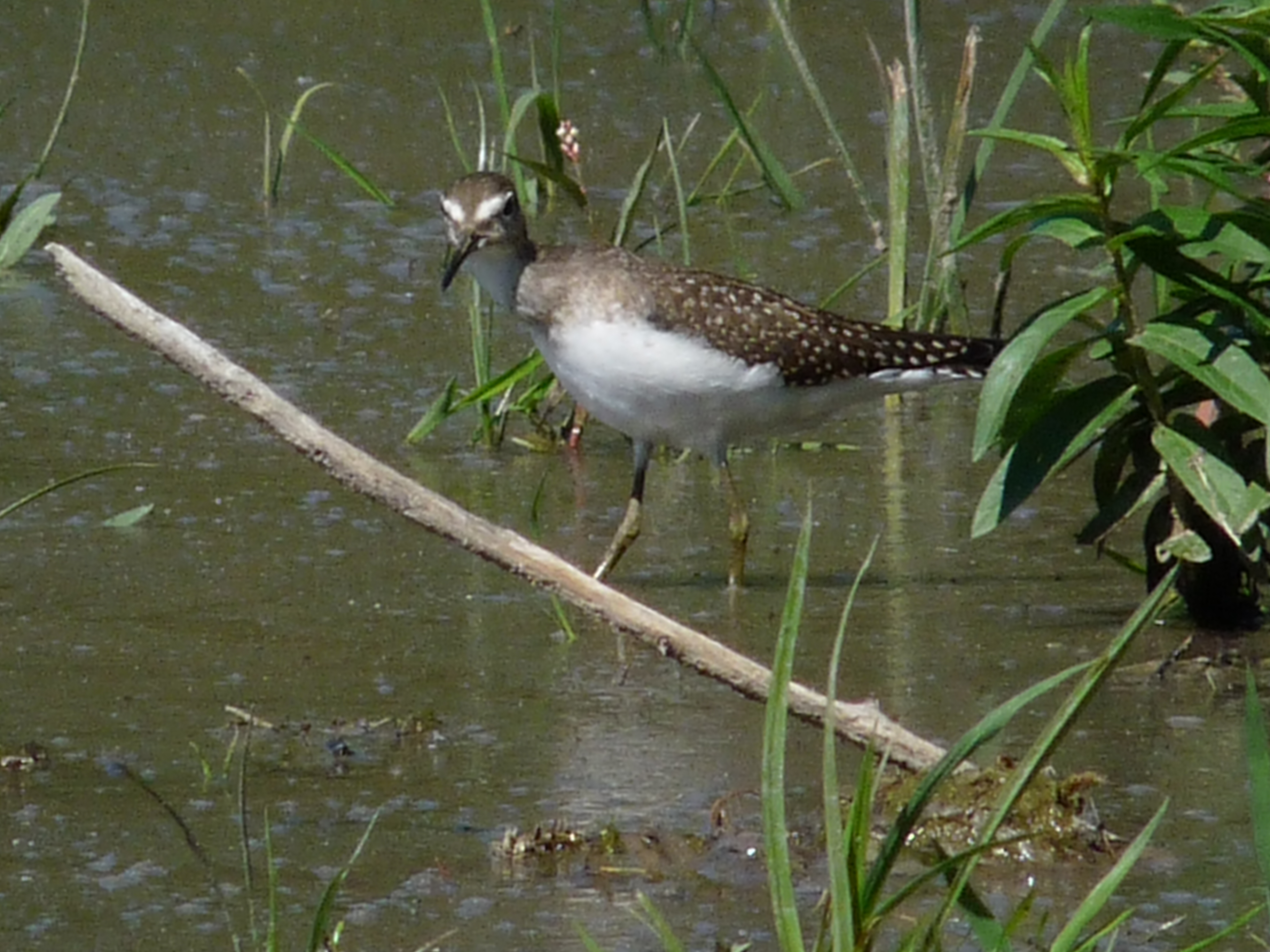
Chevalier solitaire, sur la Rivière des Outaouais au Québec
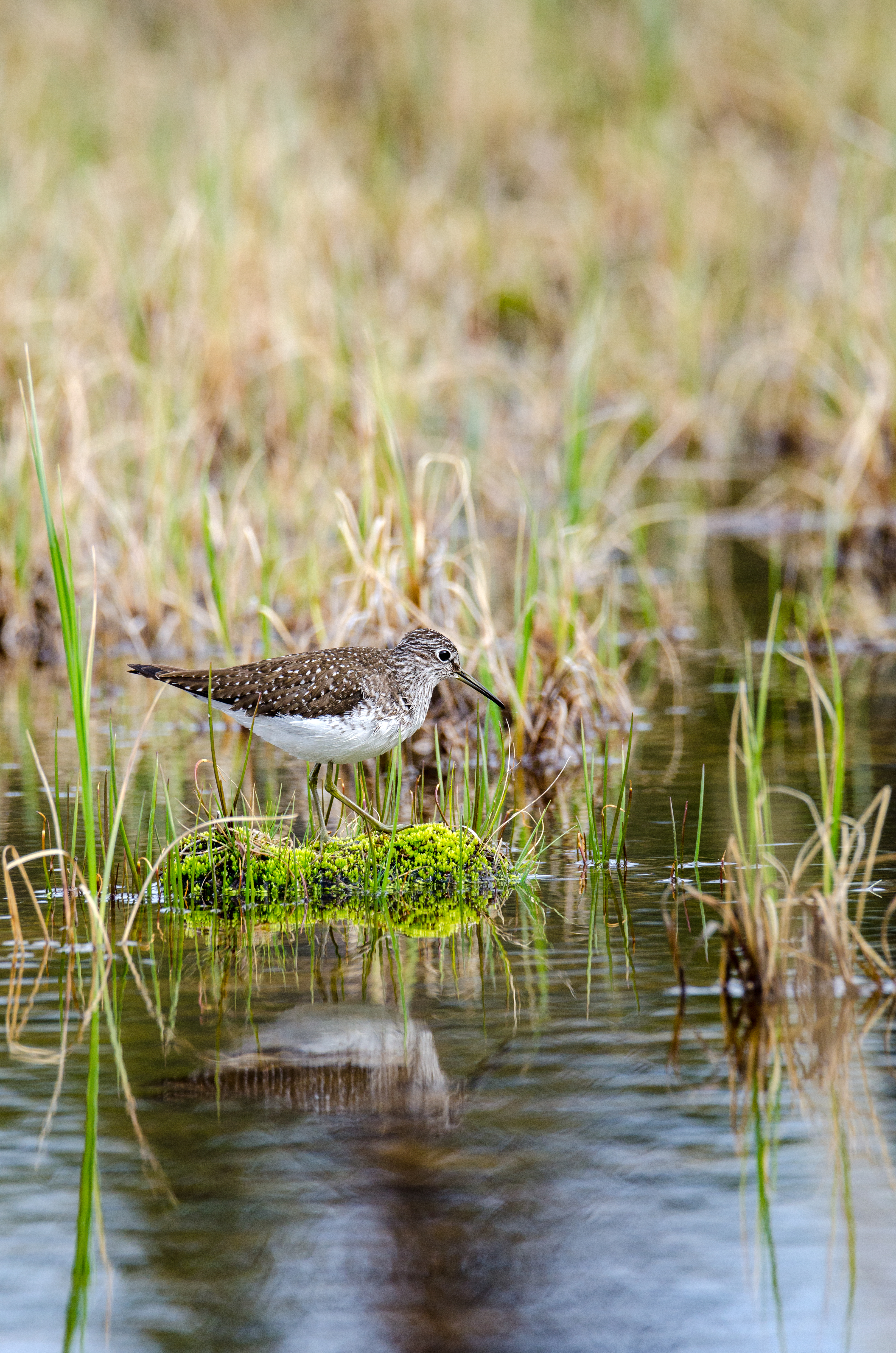
Un chevalier solitaire dans le Yukon.

## Comportement

### Alimentation
Le Chevalier solitaire se nourrit principalement de petits crustacés, de mollusques et d'insectes. 